# Nusa vittipes
Nusa vittipes är en tvåvingeart som först beskrevs av Mario Bezzi 1915.  Nusa vittipes ingår i släktet Nusa och familjen rovflugor.
Artens utbredningsområde är Somalia. Inga underarter finns listade i Catalogue of Life.